# زیاد طارق عزیز بریسم
زیاد طارق عزیز بریسم (انگلیسی: Ziyad Tariq Aziz Brisam؛ زادهٔ ۲ اوت ۱۹۷۷) یک بازیکن فوتبال اهل عراق است.
از باشگاه‌هایی که در آن بازی کرده‌است می‌توان به نیروی هوایی عراق اشاره کرد.
وی همچنین در تیم ملی فوتبال Iraq بازی کرده است.